# Tornister, czapeczka i róg
Tornister, czapeczka i róg (Der Ranzen, das Hütlein und das Hörnlein) – baśń opublikowana przez braci Grimm w 1819 roku w drugim wydaniu pierwszego tomu zbioru Baśni (tom 1, nr 54). 
Alternatywny tytuł: Tornister, kapelusik i rożek.

## Treść[1]
Trzej bracia z powodu biedy, zdecydowali się opuścić swój dom i udać się w świat w poszukiwaniu szczęścia. Po długiej wędrówce doszli do wielkiego lasu, w środku którego stałą góra ze srebra. Najstarszy zebrał srebro, ile zdołał unieść i zdecydował się wrócić do domu. Pozostali uznali, że chcą czegoś więcej do szczęścia niż srebra i ruszyli w dalszą drogę. 
Potem doszli do góry ze złota. Drugi brat zebrał złoto ile zdołał unieść i zawrócił do domu. Trzeci brat zdecydował się kontynuować wędrówkę w poszukiwaniu szczęścia.
W końcu trafił do lasu, gdzie cierpiał głód. Wtedy głośno wyraził życzenie, żeby coś zjeść. Wtedy nieoczekiwanie pojawił się stół pełen jedzenia. Młodzieniec domyślił się, że to obrus leżący na stole jest magiczny, więc zabrał go ze sobą. Od tej pory nigdy już nie cierpiał głodu. 
Jakiś czas później spotkał zbrojnego żołnierza, który spojrzał na niego groźnie i zażądał od niego jedzenia. Chłopak wyciągnął magiczny obrus i natychmiast pojawiło się jedzenie. Żołnierz najadł się, a potem zażądał od młodzieńca oddania magicznego obrusa. Jednak w zamian ofiarował mu swój magiczny tornister. Miał on tę właściwość, że gdy ktoś w niego zapuka z jednej strony - zjawi się na jego rozkaz sto tysięcy żołnierzy. Z kolei, gdy ktoś zapuka z drugiej strony zjawia się muzykanci. Chłopak zgodził się na wymianę, gdyż nie miał wyjścia. Jednak kiedy się rozeszli, chłopak zapukał w tornister. Natychmiast zjawili się żołnierze czekający na jego rozkazy. Chłopak rozkazał im, żeby dogonili tego żołnierza z którym się wymienił i odebrali jego obrus. Wkrótce żołnierze wypełnili rozkaz i chłopak miał i obrus i tornister.
Potem natknął się na drugiego zbrojnego żołnierza, który podobnie jak poprzedni zażądał jedzenia. Chłopak dał mu jeść ze swojego magicznego obrusa. Żołnierz zaproponował zamianę. W zamian za obrus oddawał magiczną czapkę.  Miała ona tę właściwość, że gdy się ją ktoś nałoży i obróci na głowie, pojawią się armaty, które w wszystko przed sobą zniszczą. Chłopak zgodził się na zamianę, ale podobnie jak poprzednio zapukał w swój tornister, a jego wierni żołnierze odebrali jego obrus.
Potem spotkał trzeciego jeźdźca. Gdy go nakarmił żołnierz, zaproponował za obrusik, magiczny róg, który gdy się w niego dmuchało, waliły się wszelkie mury. Chłopak zgodził się na zamianę, ale potem z pomocą magicznego tornistra - znów go odzyskał.
W ten sposób miał magiczny obrus, magiczny tornister, magiczną czapkę i magiczny róg. Zdecydował się wówczas powrócić do domu i pokazać się braciom.
Tymczasem jego bracia zbudowali sobie za srebro i złoto piękny dom i stali się bogatymi kupcami. Kiedy przybył do nich z nędznym kapelusikiem na głowie i starym tornistrze na plecach, zdziwili się, że nic się nie dorobił. Jednak kochali swojego brata i hojnie go obdarowali. Wtedy on pokazał im swoje magiczne przedmioty i ich zastosowanie.
Tymczasem król jego państwa usłyszał, że cztery mile od jego pałacu musztruje się jakieś wojsko. Udał się tam by osobiście zbadać sprawę. Wtedy bracia przyjęli go po królewsku, częstując jedzeniem z magicznego obrusa. Obrus tak bardzo spodobał się królowi, że zażądał oddania go. Chłopiec nie chciał go dodać, wiec król po prostu zabrał obrus i odjechał do swojego pałacu.
Wówczas chłopiec użył magicznego tornistra i pojawiło się sto tysięcy żołnierzy. Żołnierze zaatakowało zamek króla, a król użył swojej armii do obrony. Wtedy chłopak użył swojej magicznej czapki. Pojawiły się armaty, które zmasakrowały żołnierzy króla.
Wówczas król poprosił o pokój, ale chłopak zażądał w zamian za powstrzymanie swoich żołnierzy, córki króla za żonę. Król nie mając wyjścia przystał na to.
Odbyło się wesele, ale królewna nie była zadowolona, że poślubia mężczyznę niskiego stanu. Myślała jak się go pozbyć. Pewnego dnia podstępnie ukradła jego plecak. Wezwała żołnierzy, którzy tym razem wystąpili przeciwko niemu. Udało mu się uratować, dzięki magicznej czapeczce, z pomocą której pokonał żołnierzy i znów zaatakował królewski zamek. 
Królewna musiała przyjść sama i prosić o przebaczenie. Chłopak wybaczył żonie i zgodził się na pokój. Żona przez pewien czas udawała miłą i kochającą, ale gdy jej zaufał, ukradła mu magiczną czapkę i kazała wyrzucić na ulicę. 
Wtedy on, w gniewie zadmuchał w magiczny róg i cały zamek zawalił się, zabijając przy tym króla i królewnę. Wówczas przestał trąbić i ogłosił się królem nad całym królestwem.